# Leo Abse
Leopold Abse (Cardiff, 22 d'abril de 1917 - Londres, 19 d'agost de 2008) va ser un advocat i polític gal·lès. Va ser un diputat laborista durant gairebé trenta anys, i va destacar per promoure lleis per despenalitzar les relacions homosexuals masculines i liberalitzar les lleis del divorci. Durant la seva carrera parlamentària, Abse va introduir més projectes de membres privats que qualsevol altre parlamentari del segle xx. Després de la seva retirada parlamentària, va escriure diversos llibres sobre política, basats en el seu interès per la psicoanàlisi.